# マイケル・イネス
マイケル・イネス（Michael Innes, 1906年 - 1994年11月12日）はイギリス出身の作家。

## 生涯
イギリス（スコットランド）のエディンバラ郊外に生まれ、英国各地の大学教授を歴任し、シェイクスピアなどの文学研究に従事、多くの著書を出版する。
1937年、オーストラリアへの航海の途上で、処女作『学長の死』を書き上げミステリ作家としてデビュー。
江戸川乱歩により、マージェリー・アリンガム、ニコラス・ブレイクらと「イギリス新本格派」のミステリー作家と総称された。
それからは、毎年一冊のペースで作品を発表し続けたが、その殆どにジョン・アプルビイ警部が登場。1994年に亡くなるまで45の長編と3つの短編集、普通小説も26冊発表した。

## 主な著作

### アプルビイ警部もの長編
- Death at the President's Lodging, 1937. 処女長編
  - 『学長の死』木々高太郎訳、東京創元社「世界推理小説全集」、1959年
- Hamlet Revenge!, 1937. 第2長編
  - 『ハムレット復讐せよ』成田成寿訳、早川書房「ハヤカワ・ポケット・ミステリ」、1957年
  - 『ハムレット復讐せよ』滝口達也訳、国書刊行会「世界探偵小説全集」、1997年 - マイクル・イネス表記
- Lament for a Maker, 1938. 第3長編
  - 『ある詩人への挽歌』桐藤ゆき子訳、社会思想社「現代教養文庫」、1993年[4]
  - 『ある詩人への挽歌』高沢治訳、創元推理文庫、2021年
- Stop Press, 1939.
  - 『ストップ・プレス』富塚由美訳、国書刊行会「世界探偵小説全集」、2005年 - マイクル・イネス表記
- The Secret Vanguard, 1940.
- There Came Both Mist and Snow, 1940.
  - 『霧と雪』白須清美訳、原書房「ヴィンテージ・ミステリ」、2008年
- Appleby on Ararat, 1941.
  - 『アララテのアプルビイ』今本渉訳、河出書房新社「河出ミステリ」、2006年 - マイクル・イネス表記
- The Daffodil Affair, 1942.
  - 『陰謀の島』福森典子訳、論創社「論創海外ミステリ」、2019年
- The Weight of The Evidence, 1943.
  - 『証拠は語る』今井直子訳、長崎出版「海外ミステリ」、2006年
- Appleby's End, 1945.
  - 『アプルビイズ・エンド』鬼頭玲子訳、論創社「論創海外ミステリ」、2005年
- A Night of Errors, 1947.
- Appleby at Allington, 1968.
  - 『アリントン邸の怪事件』井伊順彦訳、長崎出版「海外ミステリ」、2007年
    - 『アリントン邸の怪事件』論創社「論創海外ミステリ」、2018年 - 新版

アプルビイ警部もの短編集
- Appleby Talk, 1954. -『アプルビイ語る』日本語版は、各・オリジナル編集
  - 『アプルビイの事件簿』大久保康雄訳、戸川安宣解説、創元推理文庫、1978年
- Appleby Talks Again, 1956.
  - 『アップルビィ警部の事件簿』森一訳、勉誠社「推理探偵小説文学館」、1996年

### ヒルデバート・ブロンコフもの長編
- A Private View, 1952. - アプルビイ警部との共演。原題『招待展示内覧』
  - 『盗まれたフェルメール』福森典子訳、論創社「論創海外ミステリ」、2018年
- Money from Holme, 1964.
- A Family Affair, 1969. - 同じくアプルビイ警部との共演。

### セクストン・ブレイクもの
- The House on The Cliff, 1946. 短編
  - 『崖の上の家』[5]

### ノンシリーズ
- The Man from the Sea, 1955. 冒険スリラー
  - 『海から来た男』吉田健一訳、筑摩書房「世界ロマン文庫」、1970年、新版1978年
- The New Sonia Wayward, 1989.
  - 『ソニア・ウェイワードの帰還』福森典子訳、論創社「論創海外ミステリ」、2017年